# Johann Tschopp
Pour les articles homonymes, voir Tschopp.
Johann Tschopp, né le 1er juillet 1982 à Miège dans le district de Sierre, est un cycliste suisse.

## Biographie
Originaire de Miège, village viticole valaisan, il fait ses débuts en cyclisme sur route au Cyclophile Sédunois à Sion, ainsi qu'en cyclo-cross. Engagé par l'équipe élite suisse Megabike, il est 2e lors de la course Sierre-Loye en 2003, 2e du championnat de Suisse de la montagne et 3e du championnat de Suisse de cyclo-cross (espoirs). Il participe également aux championnats du monde de cyclo-cross en 2003, à Monopoli. 
Il passe professionnel en 2004 au sein de l'équipe Phonak. La même année, lors d'un stage d'altitude en vue des courses de route du mois de juillet, il remporte le championnat de Suisse de VTT marathon, bien que ce ne soit pas sa spécialité. En 2007, lorsque la formation Phonak se retire des pelotons, il est engagé par Jean-René Bernaudeau chez Bouygues Telecom pour 2 ans. Son contrat sera ensuite renouvelé jusqu'en 2010.
Il remporte la 20e étape du Tour d'Italie en s'échappant peu avant le Passo du Gavia, qu'il franchit en tête devant Gilberto Simoni. Il remporte ainsi la Cima Coppi, qui récompense le premier coureur à franchir le col le plus haut du Giro.
En 2011, il s'engage avec l'équipe BMC Racing. Durant cette saison, il termine notamment quinzième du Tour d'Italie,.
En 2012, il participe à nouveau au Giro, avec Marco Pinotti pour leader. Il est le premier coureur de l'équipe BMC au classement général, à la 14e place. En août, il remporte le Tour de l'Utah, la troisième course professionnelle en importance aux États-Unis avec un classement UCI de 2.1. L'étape décisive pour lui fut la cinquième, considérée comme l'étape reine du Tour. Il attaque peu après le début de la dernière difficulté de la journée, en sortant du peloton et dépassant tous les coureurs échappés qui sont éparpillés sur la montée. Il franchit la ligne d'arrivée au col pour une victoire en altitude, à la base de la station de ski Snowbird Ski Resort. Avec cette opération, il détrône le meneur du classement général Christian Vande Velde. Ses équipiers l'aident à défendre le maillot de leader avec succès le lendemain lors de la sixième et dernière étape, une autre épreuve montagneuse, et Tschopp monte sur la plus haute marche du podium.
Tschopp quitte BMC à la fin de la saison 2012, ayant signé un contrat avec la nouvelle équipe IAM. En mars 2013, il termine meilleur grimpeur de Paris-Nice.
Johann Tschopp est champion de Suisse de VTT marathon le 21 juin 2015. Il est victime la semaine suivante d'un accident grave aux championnats du monde à Val Gardena. Après avoir annoncé abandonner la compétition à la suite de cet accident, il retourne aux championnats de Suisse en 2016, et emporte la médaille de bronze.

## Palmarès et classements mondiaux

### Palmarès
- 2003
  - 2e de Sierre-Loye

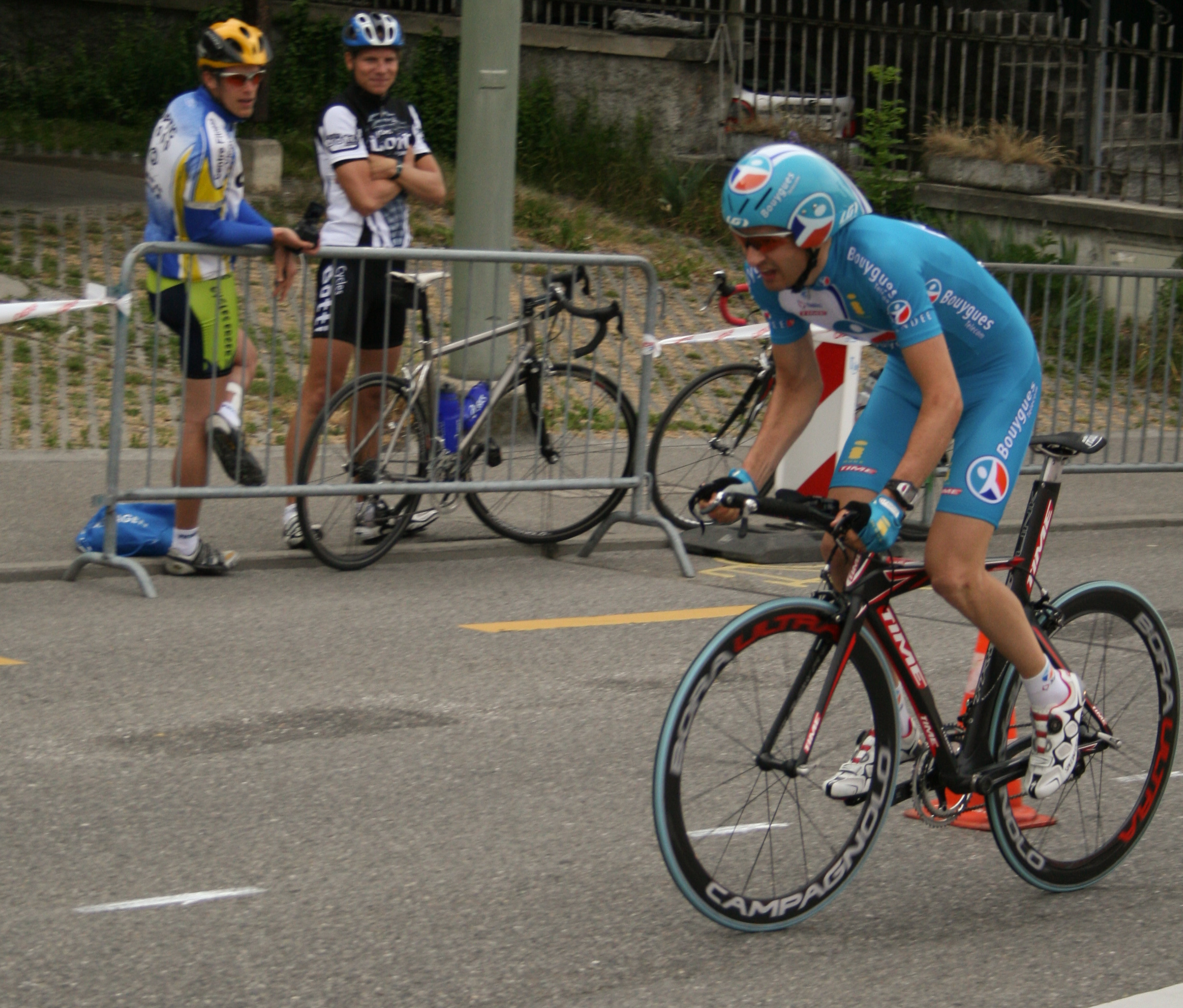
Johann Tschopp.

  - 2e du championnat de Suisse de la montagne
  - 3e du championnat de Suisse de cyclo-cross espoirs
- 2004
  -  Champion de Suisse de VTT-marathon
- 2005
  - 2e du Tour d'Autriche
- 2009
  - 4e étape de la Tropicale Amissa Bongo
- 2010
  - 20e étape du Tour d'Italie
- 2012
  - Tour de l'Utah :
    - Classement général
    - 5e étape

  - 3e de Paris-Corrèze
- 2013
  - 2e du Trophée Matteotti
- 2015
  -  Champion de Suisse de VTT-marathon

### Résultats sur les grands tours

#### Tour de France
2 participations
- 2007 : 93e du classement général
- 2008 : 54e du classement général

#### Tour d'Italie
6 participations
- 2005 : 41e du classement général
- 2006 : 45e du classement général
- 2009 : 126e du classement général
- 2010 : 34e du classement général, vainqueur de la 20e étape et de la Cima Coppi
- 2011 : 15e du classement général[3],[4]
- 2012 : 14e du classement général.

#### Tour d'Espagne
3 participations
- 2010 : 81e du classement général
- 2011 : abandon (6e étape)
- 2014 : non-partant (14e étape)

### Classements mondiaux
| Année                  | 2010 | 2011 | 2012 | 2013 | 2014 |
| ---------------------- | ---- | ---- | ---- | ---- | ---- |
| Calendrier mondial UCI | 127e |      |      |      |      |
| UCI World Tour         |      | 138e | 132e |      |      |
| UCI Asia Tour          | 227e |      |      | 114e | 289e |
| UCI Europe Tour        | 561e |      |      | 170e | 530e |

## Vie privée
Très sensible aux sujets environnementaux, il s'engage en faveur d'une organisation caritative chrétienne Wings of grace au Kenya.